# Cadillac (automòbil)
Cadillac és una marca d'automòbils de luxe que actualment pertany a General Motors i que va fundar-se l'any 1902. Va rebre aquest nom en honor del fundador de Detroit Antoine de Lamothe-Cadillac. Es tracta de la marca domèstica de més prestigi dels Estats Units.
Als Estats Units, el nom de Cadillac era sinònim "d'alta qualitat", i s'emprava en frases com "el Cadillac dels rellotges" referint-se a un Rolex o un Omega; fora de Nord-amèrica, hom fa servir d'altres noms, com ara Rolls-Royce.
Era una marca especialment coneguda per fabricar sedans de luxe per a un públic de certa edat, però darrerament la marca ha variat la seva estratègia, i ofereix una gamma de productes per al públic més jove. En l'actualitat, la gamma Cadillac inclou, a banda dels seus sedans, tot-terrenys tipus SUV com l'Escalade (la versió ute és la preferida sobretot pels rappers).
El seu eslògan Life, Liberty and The Pursuit es refereix als drets inalienables que menciona la Declaració d'Independència dels Estats Units.

## Història

### Fundació

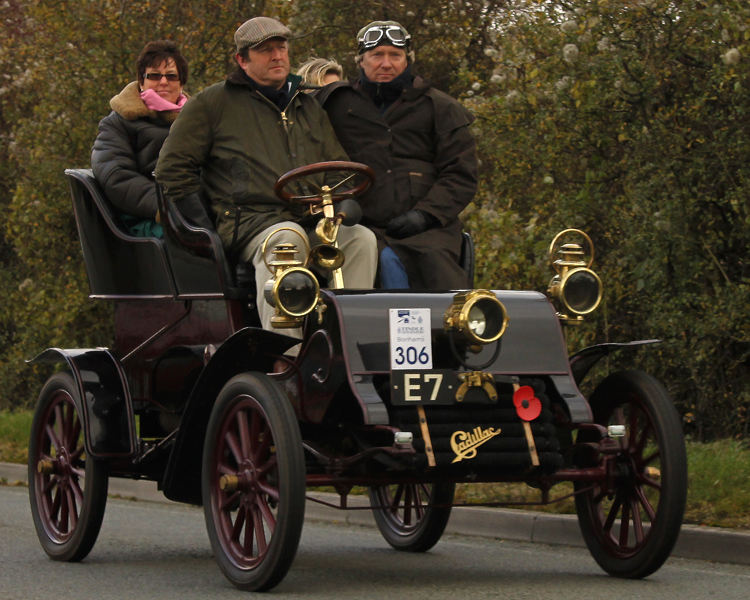
Cadillac 6 1/2HP Tonneau 1903
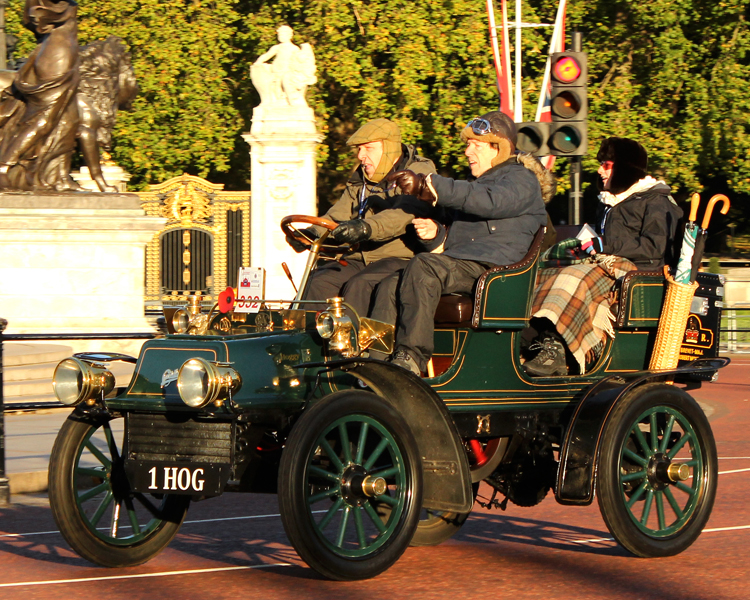
Cadillac 8 1/4HP Surrey 1904
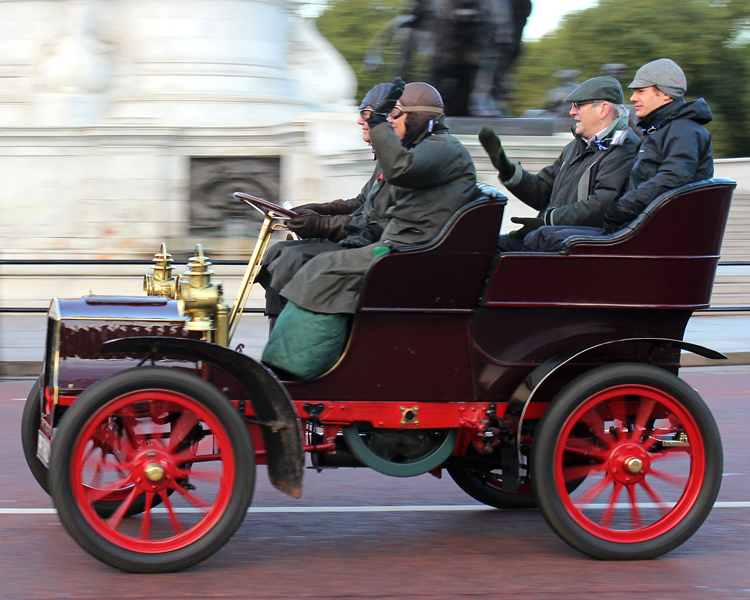
Cadillac 10HP Tonneau 1904
Cadillac 6 1/2HP Rear-entrancetonneau 1904
Cadillac 8 1/4HP Detachable-toplimousine 1904
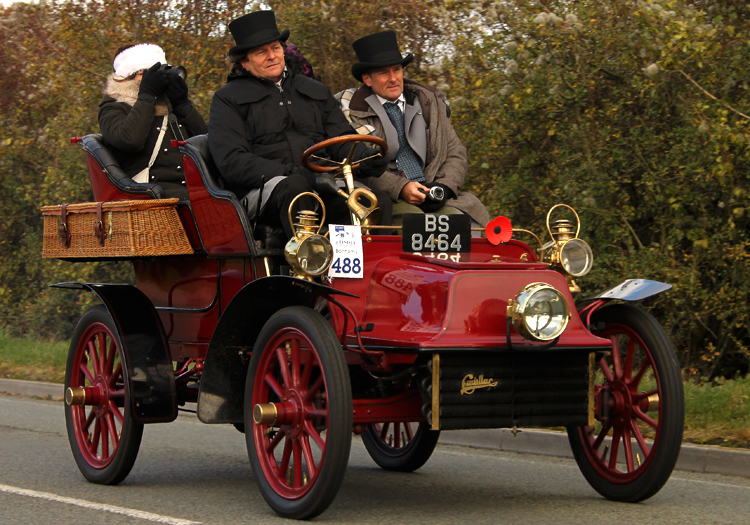
Cadillac 8 1/4HP Tonneau 1904
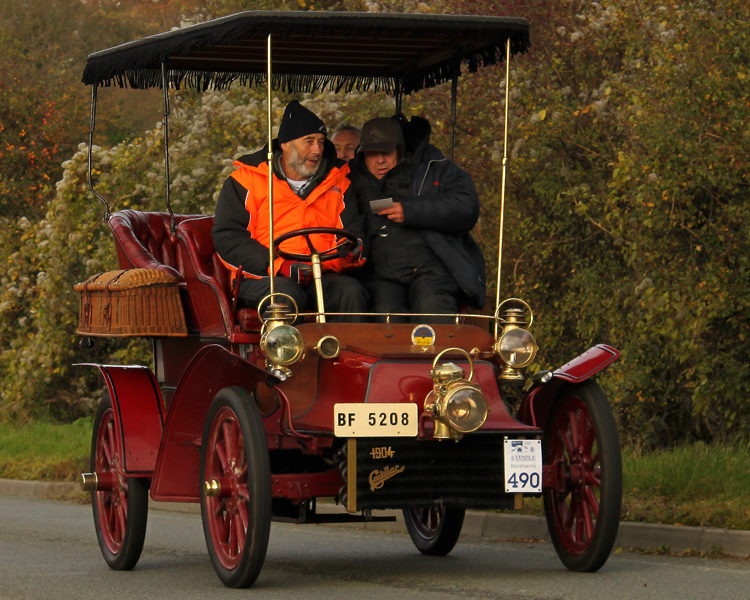
Cadillac 8 1/4HP Tonneau 1904
Cadillac 8 1/2HP Tonneau 1904
Cadillac 10HP Tonneau 1904
Cadillac 9HP Limousine

Cadillac va formar-se de les restes de l'empresa de Henry Ford, Detroit Automobile Company and The Henry Ford Company quan aquesta s'estava discutint la seva dissolució entre els seus socis. Quan se va intentar fer la liquidació dels actius empresarials, els avaladors financers William Murphy i Lemuel Bowen van cridar l'enginyer Henry M. Leland perquè taxés el preu de la planta i l'equipament abans de vendre-ho. Però, aquest enginyer va persuadir als dos avaladors perquè continuessin el negoci de l'automoció usant motors d'un cilindre.
La nova filial de Henry Ford va fundar-se de nou el 22 d'agost del 1902 sota el nom de Cadillac, anomenant-se Cadillac Automobile Company.
Es va elegir el nom de Cadillac, que prové d'un explorador francès del S. XVII, Antoine Laumet de la Mothe Cadillac, fundador de la ciutat de Detroit, Michigan el 1701. El títol nobiliari de senyor de Cadillac no va existir mai.

### Els primers Cadillac
El Cadillac Osceola va ser el primer concept car i el primer cotxe amb el sostre clos del mercat fabricat a Nord-amèrica; la seva fabricació va iniciar-se el 1905, i incorporava un motor moncilíndric.
Al 29 de juliol de 1909 General Motors adquireix Cadillac per 5.5 milions de dòlars. Henry M. Leland i el seu fill Wilfred van ser convidats a continuar treballant per Cadillac; ells acceptaran l'oferta, però el 1917 l'abandonen i passen a treballar a Lincoln.
Lentament Cadillac va cobrant èxit, gràcies a models com el Model A i el "30". Quan va ser adquirida per General Motors, Cadillac va esdevenir en la divisió de luxe d'aquesta, i d'aquí que ella encapçales una sèrie d'innovacions, com el primer a fabricar motors de 8 cilindres en V. La reputació de Cadillac seguirà augmentant amb la producció de motors de 12 i 16 cilindres en V.

### Després de la Segona Guerra Mundial

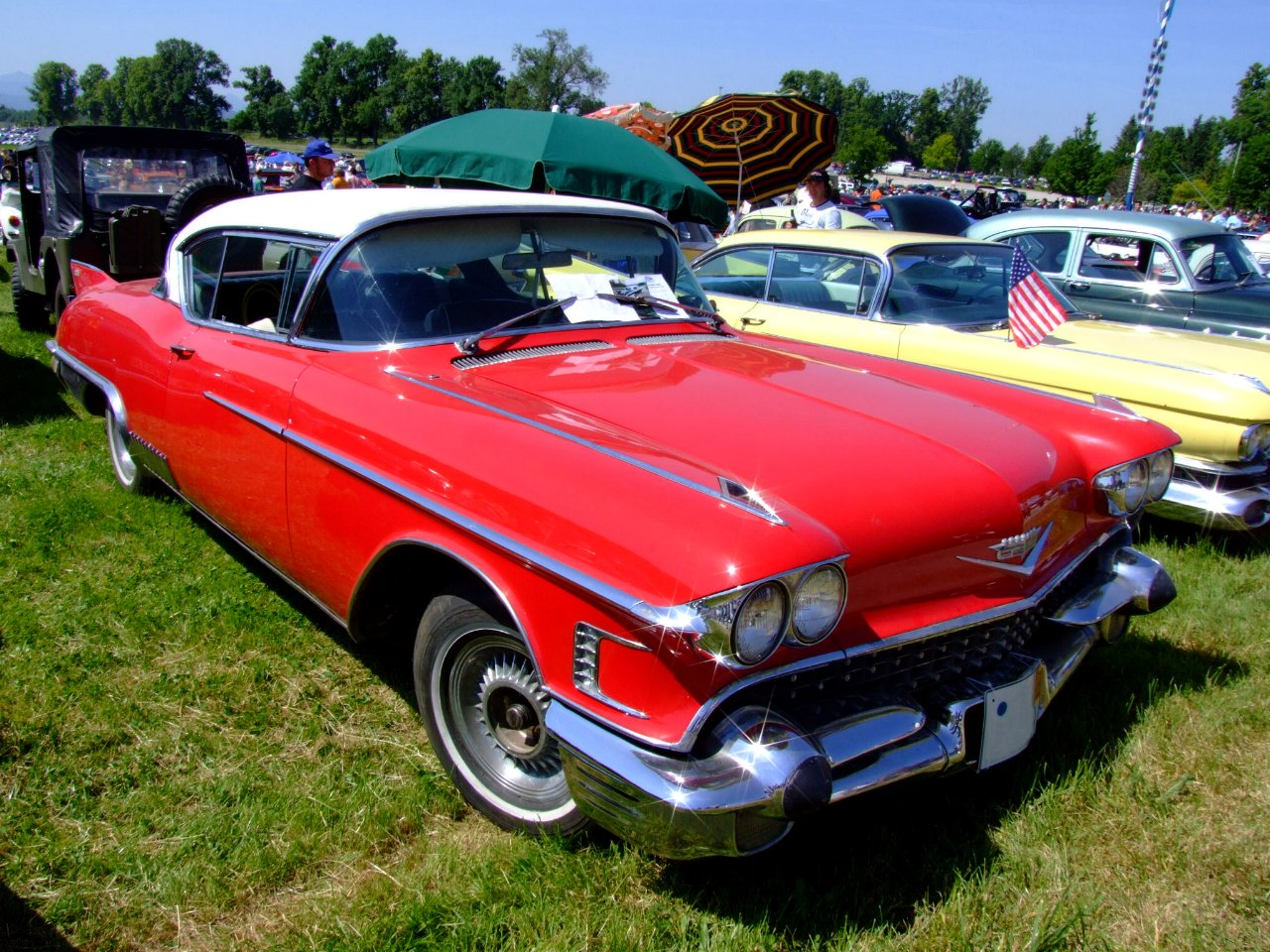
Cadillac Eldorado del 1958

Després de la Segona Guerra Mundial, Cadillac va popularitzar-se més amb els seus dissenys, dirigits per Harley J. Earl. Un disseny d'aletes similars a les d'un peix a la part posterior del vehicle -disseny inspirat per l'avió Lockheed P38-, i l'ús del crom faran que Cadillac es converteixi en l'epítom del disseny dels cotxes post-Segona Guerra Mundial de nord-amèrica. Models com el Fleetwood El Dorado o Coupe de Ville donaran a Cadillac aquest segell d'automòbils de luxe.
Als anys 60 s'estrena un nou disseny: llums posteriors verticals. Aquest element l'incorpora el Fleetwood Sixty Special, que incloïa elements de luxe que avui dia molts vehicles equipen, com un suport per reposar el peu o direcció amb braç telescòpic entre altres elements.
Cadillac va augmentar la mida dels seus vehicles, també dels motors. Per exemple, el Cadillac Eldorado equipava un motor 7.7 L V8 de 375 cv l'any 1968 i el 1970 va introduir-se el 8.2 L V8 de 400 cv.

### Crisi del petroli i de Cadillac
Als anys 70 les coses canviaren força. La crisi del petroli va provocar canvis en el mercat, i aquests canvis Cadillac va sofrir-los de manera especialment notable, perquè tenia una gamma de vehicles de grans dimensions i amb grans motors que consumien força combustible. El conflicte àrab del petroli va obligar que els fabricants (inclòs Cadillac) haguessin de crear vehicles de menor consum i menors dimensions.
Cadillac va anar reduint sistemàticament el cubicatge dels seus motors i les mides dels seus vehicles, com el De Ville o el Fleetwood van reduir mides el 1979 i el 1985.
Dins d'aquestes crisis del petroli, Cadillac va oferir un motor dièsel V8 d'Oldsmobile de 5.7 L per als cotxes tipus full size de Cadillac, com el De Ville. Però, problemes derivats a la baixa qualitat del gasoil ofert als Estats Units, i la desinformació del servei post-venda sobre el manteniment d'aquest motor, van provocar que aquests motors tinguessin una fiabilitat molt baixa i Cadillac els suprimís en poc temps.
En un intent de captar el públic més jove, als anys '80, es presenta el Cadillac Cimarron, un vehicle de tipus compact que compartia xassís amb el Chevrolet Cavalier. Malauradament, mai va arribar a tenir una bona acollida al públic, amb unes vendes baixes, a part de ser criticat perquè el veien massa semblant al model de Chevrolet. També va presentar una nova gamma de motors V8, com el 6.0 L durant la mateixa dècada però, la majoria d'ells van sortir poc fiables i va provocar que molts compradors abandonessin Cadillac i s'inclinessin per altres opcions d'importació, com Acura.

### Reestructuració i actualitat

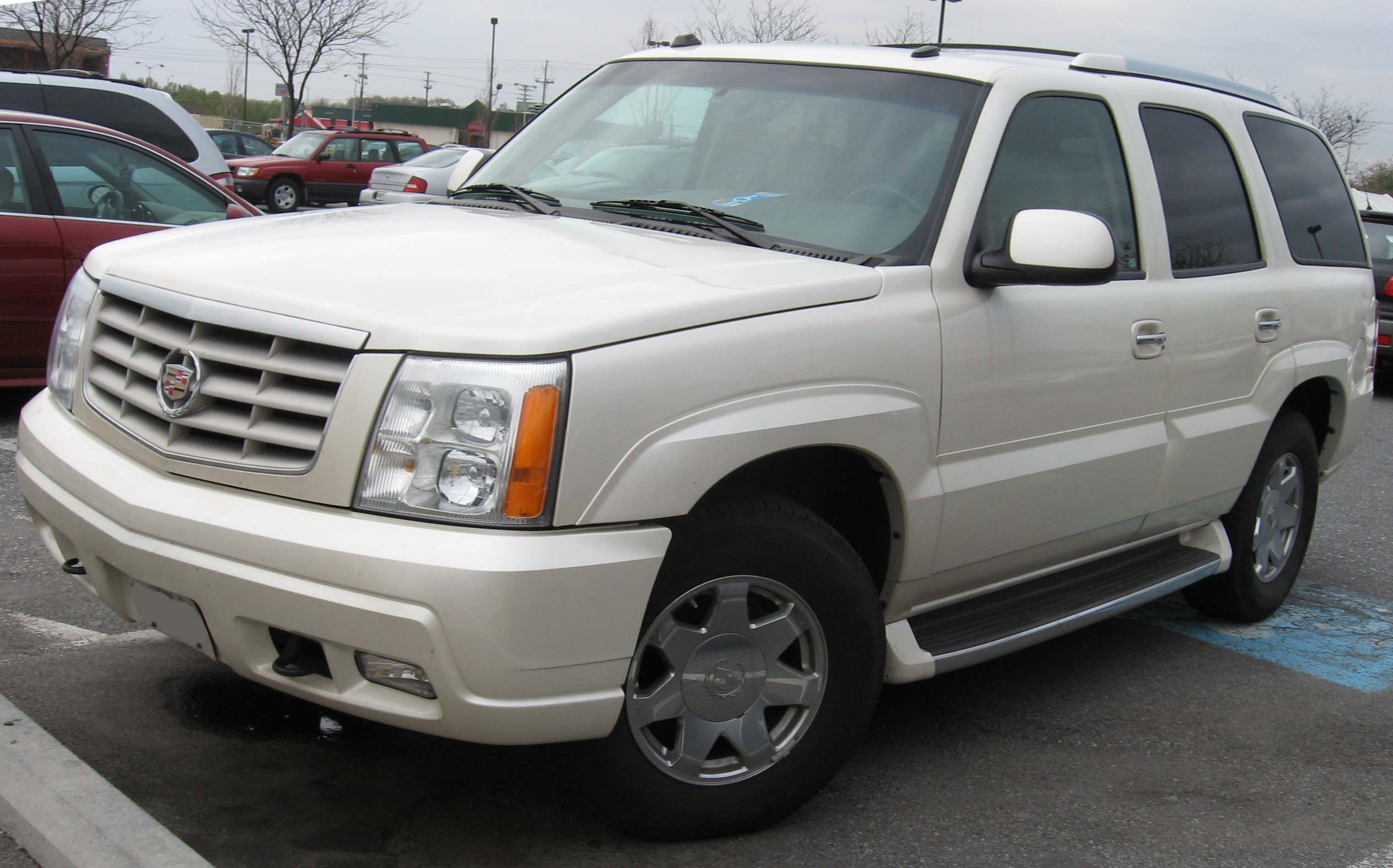
Cadillac Escalade del 2002-2006

L'any 1984 GM dona una nova estructura a la seva divisió de Nord-amèrica, on Buick, Oldsmobile i Cadillac formen un grup i Chevrolet, Pontiac i GM una altra grup. Aquests grups tenen plena responsabilitat de les seves gammes, incloent fabricació, mecàniques i estratègia comercial.
Aquesta nova estructura va fer que a mitjans dels anys 80 Cadillac tractés de refer la seva imatge, amb la preocupació del creixement de les marques europees i japoneses. Algunes de les seves accions va ser, com la reducció de mida del Seville per competir amb el BMW Sèrie 5. Però, potser la major fita va ser el Cadillac Allante, un descapotable dissenyat per Pininfarina; el disseny d'aquest Cadillac influirà en la resta de gamma, especialment en el Cadillac Seville.
Als anys '90 Cadillac ja no era aquell fabricant que tenia unes bones vendes. L'any 1996, amb la desaparició del Fletwood, Cadillac va oferir una gamma completament de vehicles de tracció davantera, excepte amb el Catera del 1997.
En resposta a la lenta dismonució de vendes, el fabricant va decidir revisar la gamma, inspirant-se en la filosofia del "Art & Science", que van ajudar a donar-li més vida a Cadillac. Línies més quadrades i fars davanters "apilats" seran les que inspiraran aquesta nova gamma de productes, amb el Escalade del 2000 i el Cadillac CTS.
Aquest nou disseny, sumat amb millores en les prestacions del vehicle i en la qualitat global del producte, han donat aquesta espenta que ha fet que Cadillac recuperi part del seu estatus anterior.
L'any 2004 Cadillac torna a recuperar el lideratge en vehicles de luxe, superant al seu competidor Lexus l'any 2004 en els J.D. Power Initial Quality Ratings.

## Contribucions de Cadillac a la indústria de l'automòbil
El 1907 Henry M. Leland estableix la Cadillac School of Applied Mechanics, la primera escola que ensenya a tècnics, fabricants d'eines i a dissenyadors de motors i l'any següent, Cadillac guanya el Dewar trophy de la Royal Automobile Club de Londres.
El 1911 Charles F. Kettering va crear el motor d'arranc electrònic, que va ser instal·lat en un Cadillac al 27 de febrer del 1911. El 1912 Cadillac l'incorpora com a equipament estàndard, i aquest va ajudar que guanyer el Dewar trophy de la Royal Automobile Club de Londres de 1912.
El 1914 Cadillac és el primer fabricant dels Estats Units en fabricar un motor de 8 cilindres en V, refrigerat amb aigua. Amb una cilindrada de 314 in3 (5.1 L 5145 cc) tenia una potència de 70 cv @ 2400 rpm i va ser el primer pas en motors d'alta compressió i velocitat per a automòbils. També va ser el primer a usar un sistema de control del sistema de refrigeració per termòstat. L'any següent s'instal·la en tots els models, amb l'emblema "V8".
S'afegeix el 1915, per millorar la visibilitat de nit, fars amb el sistema "tilt-beam" que se controlaven des del tauler de control.
El 1927 Cadillac fabrica el Cadillac LaSalle, el primer cotxe dissenyat per un dissenyador (en concret, per Harley Earl) i no pas per enginyers.
El 1930 Cadillac és el primer a oferir un motor de 16 cilindres en V.
El 1948 Cadillac i Oldsmobile són els primers a oferir motors V8 d'alta compressió.
El 1954 esdevé el primer fabricant de vehicles a oferir direcció assistida i neteja-vidres automàtics en equipament de sèrie.
Vehicles fabricats per Cadillac

## Models històrics

### Models classificats per ordre alfabètic
- 1987-1993 Cadillac Allante
- 1985-1993 Cadillac Brougham
- 1965-1976 Cadillac Calais
- 1997-2001 Cadillac Catera
- 1982-1988 Cadillac Cimarron
- 1935-1983 Cadillac commercial chassis
- 1949-2005 Cadillac DeVille
- 1949-1993 Cadillac Coupe de Ville
- 1953-2003 Cadillac Eldorado
- 1956-1964 Cadillac Eldorado Biarritz
- 1957-1960 Cadillac Eldorado Brougham
- 1956-1960 Cadillac Eldorado Seville
- 1965-2003 Cadillac Fleetwood Eldorado
- 1927-1996 Cadillac Fleetwood
- 1975-2004 Cadillac Seville
- 1938-1993 Cadillac Sixty Special
- 1975-1976 Cadillac Castilian Station Wagon

### Gamma actual
- 2006-actualitat Cadillac STS V-Series
- 2004-actualitat Cadillac CTS V-Series
- 2006-actualitat Cadillac BLS
- 2003-actualitat Cadillac CTS
- 2006-actualitat Cadillac DTS
- 1999-actualitat Cadillac Escalade (ESV/EXT)
- 2004-actualitat Cadillac SRX
- 2005-actualitat Cadillac STS
- 2004-actualitat Cadillac XLR